# Scheloribates schauenbergi
Scheloribates schauenbergi är en kvalsterart som beskrevs av Sandór Mahunka 1988. Scheloribates schauenbergi ingår i släktet Scheloribates och familjen Scheloribatidae. Inga underarter finns listade i Catalogue of Life.